# Marc Schröder
Marc Schröder (* 22. November 1990 in Bergen auf Rügen) ist ehemaliger deutscher Bahnradsportler.
2007 wurde Marc Schröder Deutscher Vize-Meister der Junioren im Teamsprint gemeinsam mit Daniel Rackwitz und Gregor Fischer. Im Jahr darauf wurde er dreifacher Deutscher Meister bei den Junioren im Keirin, im Sprint sowie im 1000-m-Zeitfahren.
2009 belegte Schröder den zweiten Platz im Teamsprint bei den Deutschen Meisterschaften der Elite mit Stefan Nimke und Tobias Wächter. Im Jahr darauf gelang dem Trio vom „Track Cycling Team Mecklenburg-Vorpommern“ der Gewinn des Meistertitels in Cottbus; im Keirin belegte Schröder Platz drei. Bei den Bahn-Europameisterschaften 2011 im portugiesischen Anadia errang Schröder Bronze im Keirin (U 23).
Beim ersten Lauf des Bahnrad-Weltcups 2012/13 errang Schröder in Cali zwei Medaillen, eine Goldmedaille im Teamsprint (mit Eric Engler und Philipp Thiele) sowie eine bronzene im Keirin. 2014 beendete er seine Radsportlaufbahn.

## Erfolge
2008
- Deutscher Junioren-Meister – Sprint, Keirin, 1000-Meter-Zeitfahren

2010
- Deutscher Meister – Teamsprint (mit Stefan Nimke und Tobias Wächter)

2011
- U23-Europameisterschaft – Keirin

2012
- Bahnrad-Weltcup in Cali – Teamsprint (mit Eric Engler und Philipp Thiele)
- U23-Europameisterschaft – Keirin

## Teams
- 2012 Track Cycling Team Mecklenburg-Vorpommern